# Poljica (Republik)
Die Republik Poljica (kroatisch Poljička republika, italienisch Poglizza) war ein halbautonomes Gemeinwesen in Dalmatien, zwischen Split, Omiš und dem Fluss Cetina, das vom späten Mittelalter bis zum Beginn des 19. Jahrhunderts existierte. Die kleine, vom örtlichen Adel geführte Republik stand zuerst unter dem Schutz der ungarischen Könige und seit Mitte des 15. Jahrhunderts unter der Oberherrschaft der Republik Venedig.

## Name
Der Name Poljica leitet sich vom slawischen Wort polje (‚Feld‘, spezielle Bedeutung auch ‚Karst-Ebene‘) her. Eine andere Erklärung sieht den Ursprung des Namens nicht im slawischen Idiom, sondern im altromanischen Substrat, welches in Dalmatien noch bis in die frühe Neuzeit hinein weit verbreitet war. Danach leitet sich Poljica von politia, der lateinischen Form des griechischen πολιτεια ab und bedeutet Gemeinwesen. Zuerst bezeichnete 1774 der italienische Gelehrte Alberto Fortis die Poljica bei Omiš als „Republik“. Eigene Bezeichnung war Poljička knežija ‚Fürstentum Poljica‘.

## Territorium
Das Gebiet der Poljica lag innerhalb der Flussschleife der Cetina kurz vor deren Mündung in die Adria. Im Südwesten reichte das Gebiet der Republik bis kurz vor Stobreč an der Adria. Die Poljica dehnte sich von Nordwesten nach Südosten über rund 37 Kilometer aus und umfasste etwa 250 Quadratkilometer. Im Zentrum der Landschaft erhebt sich der Gebirgszug Mosor, mit dem Gipfel des Veliki Kabal (1339 m) als höchster Erhebung. In diesem Gebiet liegen folgende Dörfer: Žrnovnica, Donje und Gornje Sitno, Dubrava (Poljica), Tugare, Srinjine, Naklice, Čišla, Gata, Podgrađe, Donji Dolac, Trnbusi, Podstrana, Seoca, Ostrvica sowie Kostanje. Diese waren in zwölf politischen Gemeinden organisiert. Eine Hauptstadt bzw. einen Verwaltungssitz gab es nicht.

## Verfassung
Die Poljica war ein aristokratisches bzw. ständisches Gemeinwesen. Die politische Macht lag zum größten Teil in der Hand des Adels, der überaus zahlreich war (mehr als 10 Prozent der Bevölkerung) und sich in zwei Klassen teilte. Aber auch die freien Bauern hatten politische Mitspracherechte.
Jede Dorfschaft wurde von einem Adligen angeführt. Die zwölf Dorfältesten und drei von allen freien Männern gewählte Richter bildeten die Regierung der Republik, an deren Spitze der Veliki Knez ‚Fürst‘, ‚Oberstlandrichter‘, stand. Die höhere Klasse des Adels umfasste 20 Familien, die ihre Abstammung traditionell aus dem ungarischen Adel herleiteten. Der Fürst kam aus diesem „ungarischen“ Adel. Die übrigen Adeligen sahen sich dagegen als Teil der Aristokratie des alten Bosnien. Die Entstehung der Abstammungslegenden der beiden Adelsklassen steht in Zusammenhang mit der wechselvollen mittelalterlichen Geschichte der Poljica, als die Oberherrschaft vielfach wechselte. Ob es sich bei den Adelsfamilien tatsächlich um Einwanderer aus Ungarn bzw. Bosnien handelte, lässt sich nicht nachweisen.
Die politischen Verhältnisse des Landes waren in einem Statut geregelt, das im Jahr 1440, anlässlich der venezianischen Machtübernahme, erstmals niedergeschrieben wurde und in seiner letzten Form aus dem 17. Jahrhundert 116 Artikel umfasste. Dieses Statut gehört damit zu den ältesten geschriebenen Verfassungen in Europa. Es umfasste das gemeine Recht der Republik und die Auflistung ihrer Ämter mit deren Zuständigkeiten. Neufassungen der Statuten gab es in den Jahren 1485, 1515 und 1665.

## Geschichte
Im Mittelalter pflegten die Leute der Poljica gute Beziehungen zur Stadt Omiš, deren Bewohner bis zum 15. Jahrhundert als Piraten berüchtigt waren. Den Bedarf an Lebensmitteln deckten die Korsaren durch Handel mit den Bauern der Poljica.
Während der venezianischen Herrschaft stand die Republik im stetigen Abwehrkampf gegen die Türken. Die Grenze zum Osmanischen Reich verlief vom 16. bis zum 18. Jahrhundert unmittelbar an der Cetina. 1530 und 1686 konnte das Aufgebot der Poljica zusammen mit venezianischen Truppen die Türken in offener Feldschlacht besiegen und wieder aus dem Land drängen.
Nach dem Fall der Republik Venedig, 1797, kam auch bald das Ende der Republik Poljica. Die erste österreichische Herrschaft in Dalmatien (1797–1807) brachte noch keine Änderungen. 1806 wurden in der kleinen Republik 6.566 Einwohner gezählt. Im folgenden Jahr verwüsteten die Truppen Napoleons die Poljica und integrierten die Republik in die neu gebildeten illyrischen Provinzen.

## Heute
Die Republik Poljica wurde als regionaler Kulturverein wiedererrichtet. Der Vorsitzende führt den traditionellen Titel Veliki Knez.